# Mistrovství Evropy v zápasu řecko-římském 1935
Mistrovství Evropy v zápasu řecko-římském 1935 se konalo v Kodani, Dánsko.

## Výsledky

### Muži
| Kategorie | Zlato            | Stříbro              | Bronz             |
| --------- | ---------------- | -------------------- | ----------------- |
| 56 kg     | Herman Tuvesson  | Antonín Nič          | Esko Hjelt        |
| 61 kg     | Sebastian Hering | Hermanni Pihlajamäki | Aage Meier        |
| 66 kg     | Lauri Koskela    | Abraham Kurland      | Wolfgang Ehrl     |
| 72 kg     | Rudolf Svedberg  | Fritz Schäfer        | Antti Mäki        |
| 79 kg     | Ivar Johansson   | Josef Paar           | Béchir Bouazzat   |
| 87 kg     | Axel Cadier      | Paul Böhmer          | Ago Neo           |
| +87 kg    | Kurt Hornfischer | Hjalmar Nyström      | Alberts Zvejnieks |